# Wyrów (Grande-Pologne)
Pour les articles homonymes, voir Wyrów.
Wyrów est une localité polonaise de la gmina de Stawiszyn, située dans le powiat de Kalisz en voïvodie de Grande-Pologne.